# Gunnar Siim
Gunnar Siim (født 6. november 1900 i Stilling Sogn, død 29. august 1944 på Ny Hattenæs, Silkeborg Sogn)[kilde mangler] var en dansk teglværksformand der blev likvideret på Hotel Hattenæs ved Brassø udenfor Silkeborg af Einar Sørensen (kaldet ”Leif”) fra de jyske L-grupper den 29. august 1944. Baggrunden for likvideringen kendes ikke, og er ifølge forfatteren Peter Øvig Knudsen aldrig efterforsket. Et billede taget umiddelbart efter drabet blev, efter en del diskussion og en retssag, brugt som omslag på Peter Øvig Knudsens bog Nakkeskuddet: og andre historier om at beskrive virkeligheden. 